# Siège de Riom
Le siège de Riom est un épisode de la conquête de l'Auvergne par le royaume de France menée par Philippe-Auguste. Le siège de la ville de Riom a lieu selon les différentes sources en décembre 1213. Le roi Philippe-Auguste mène un assaut victorieux contre la ville de Riom alors défendue par le comte Guy II d'Auvergne,. 
Il faut attendre le siège de Tournoël, tenu par le commandant Gualeran de Corbelles et le fils de Guy, Guillaume, pour que la guerre se termine. La prise de Riom marque la fin du régime comtal actuel ; Guy II est dépossédé de la grande majorité de ses terres qui reviennent à la couronne de France et Riom devient siège de la Terre royale d'Auvergne, futur duché d'Auvergne.